# Zelengrad (Obrovac)
Zelengrad falu Horvátországban Zára megyében. Közigazgatásilag Obrovachoz tartozik.

## Fekvése
Zárától légvonalban 40, közúton 61 km-re keletre, községközpontjától 12 km-re délkeletre, Dalmácia északi részén és a Bukovica tájegység északi részén fekszik. A kis hegyi település észak–déli irányban mintegy 6, kelet–nyugati irányban mintegy 7 kilométer szélességben nyúlik el. Tengerszint feletti magassága 300 és 550 méter között váltakozik. Központi része, ahol a templom és az iskola is található 460 méterrel van a tengerszint felett. Határa hegyes, sziklás, mind növényzetben, mind termőtalajban szűkölködik. Emiatt lakóinak fő megélhetési forrása az állattartás.

## Története
Zelengrad és környéke már az őskorban lakott volt, de az emberi élet nyomai fennmaradtak az ókorból, az illírek és a rómaiak idejéből is. A szláv törzsek a 7. században telepedtek le ezen a vidéken. A falu neve a központjában található „Zelengradine” hegynek a nevéből származik, amelyen áthalad az Obrovacból Kistanje irányába haladó főút. A hegy neve pedig egyrészt a gyertyán és somfaerdőtől zöldellő tájra, másrészt az ősi vár ma is látható romjaira utal. Zelengrad várát 1453-ban Kurjakovics Tamás gróf birtokaként említik először. A vár az Obrovacra vezető utat ellenőrizte és valószínűleg ennél sokkal korábban épült. 1523-ban elfoglalta a török és csak 1683-ban szabadult fel. A török kiűzése után 1797-ig a Velencei Köztársaság része volt. Miután a francia seregek felszámolták a Velencei Köztársaságot és a campo formiói béke értelmében osztrák csapatok szállták meg. 1806-ban a pozsonyi béke alapján az Első Francia Császárság Illír Tartományának része lett. 1815-ben a bécsi kongresszus újra Ausztriának adta, amely a Dalmát Királyság részeként Zárából igazgatta 1918-ig. Maga Zelengrad mint önálló település csak a második osztrák uralom kezdetén tűnik fel a korabeli forrásokban, azelőtt a mai Medviđa része volt.
Nagy esemény volt a falu életében a templom felépítése 1856-ban. A településnek 1857-ben 373, 1910-ben 625 lakosa volt. Az első világháború után előbb a Szerb-Horvát-Szlovén Királyság, majd Jugoszlávia része lett. A második világháború idején 1941-ben a szomszédos településekkel együtt Olaszország fennhatósága alá került. Az 1943. szeptemberi olasz kapituláció, majd német megszállás után visszatért Horvátországhoz, majd újra Jugoszlávia része lett. 1991-ben lakosságának 90 százaléka szerb, 10 százaléka horvát nemzetiségű volt. 1991-től szerb lakói csatlakoztak a Krajinai Szerb Köztársasághoz. A Vihar hadművelet idején 1995 augusztusában a horvát hadsereg visszafoglalta a települést. Szerb lakossága elmenekült és közülük legtöbben később sem tértek vissza. A településnek 2011-ben 77 lakosa volt.

## Lakosság
| Lakosság változása | Lakosság változása | Lakosság változása | Lakosság változása | Lakosság változása | Lakosság változása | Lakosság változása | Lakosság változása | Lakosság változása | Lakosság változása | Lakosság változása | Lakosság változása | Lakosság változása | Lakosság változása | Lakosság változása | Lakosság változása |
| ------------------ | ------------------ | ------------------ | ------------------ | ------------------ | ------------------ | ------------------ | ------------------ | ------------------ | ------------------ | ------------------ | ------------------ | ------------------ | ------------------ | ------------------ | ------------------ |
| 1857               | 1869               | 1880               | 1890               | 1900               | 1910               | 1921               | 1931               | 1948               | 1953               | 1961               | 1971               | 1981               | 1991               | 2001               | 2011               |
| 373                | 411                | 463                | 522                | 597                | 625                | 471                | 717                | 575                | 664                | 688                | 624                | 558                | 512                | 44                 | 77                 |

## Nevezetességei
Szent Péter és Pál apostolok tiszteletére szentelt szerb pravoszláv temploma 1856-ban épült. 1995-ben a bevonuló horvát csapatok súlyosan megrongálták. Újjáépítése 2009-ben történt.